# Синицина, Елена Владимировна
Елена Владимировна Синицина (каз. Елена Владимировна Синицина; род. 4 октября 1971, Рудный, Кустанайская область) — советская и казахстанская шорт-трекистка. Участница зимних Олимпийских игр 1994 года.

## Биография
Елена Синицина родилась 4 октября 1971 года в городе Рудный Кустанайской области Казахской ССР (сейчас Костанайской области Казахстана).
Окончила Рудненский индустриальный институт.
Выступала в соревнованиях по шорт-треку за «Горняк» из Рудного. Дважды выигрывала медали чемпионата страны: на чемпионате СССР 1990 года бронзовую в эстафете, на чемпионате СНГ 1992 года золотую в многоборье. Была серебряным призёром Кубка СССР.
В 1994 году стала абсолютной чемпионкой стран СНГ.
В том же году вошла в состав сборной Казахстана на зимних Олимпийских играх в Лиллехаммере. На дистанции 500 метров заняла 21-е место: в забеге 1/8 финала финишировала на последней, 3-й позиции, показав результат 50,36 секунды и уступив 2,59 секунды попавшей в четвертьфинал со 2-го места Ким Со Хи из Южной Кореи. На дистанции 1000 метров была дисквалифицирована в забеге 1/8 финала.
Мастер спорта СССР (1991).